# Medaillenspiegel der Olympischen Winterspiele 2018
Diese Tabelle zeigt den Medaillenspiegel der Olympischen Winterspiele 2018 in Pyeongchang. Die Nationalen Olympischen Komitees (NOKs) sind nach der Anzahl der gewonnenen Goldmedaillen sortiert, gefolgt von der Anzahl der Silber- und Bronzemedaillen. Dies entspricht der Systematik, die vom Internationalen Olympischen Komitee (IOC) verwendet wird. Weisen zwei oder mehr NOKs eine identische Medaillenbilanz auf, werden sie – alphabetisch geordnet – auf demselben Rang gelistet.
Im Zweierbob der Männer wurden zwei Goldmedaillen, jedoch keine Silbermedaille vergeben, im Viererbob der Männer zwei Silbermedaillen, jedoch keine Bronzemedaille, im Skilanglauf der Frauen im freien Stil über 10 km zwei Bronzemedaillen.

## Medaillenspiegel
| Platz | Mannschaft                             | Gold | Silber | Bronze | Gesamt |
| ----- | -------------------------------------- | ---- | ------ | ------ | ------ |
| 01    | Norwegen (NOR)                         | 14   | 14     | 11     | 39     |
| 02    | Deutschland (GER)                      | 14   | 10     | 7      | 31     |
| 03    | Kanada (CAN)                           | 11   | 8      | 10     | 29     |
| 04    | Vereinigte Staaten (USA)               | 9    | 8      | 6      | 23     |
| 05    | Niederlande (NED)                      | 8    | 6      | 6      | 20     |
| 06    | Schweden (SWE)                         | 7    | 6      | 1      | 14     |
| 07    | Südkorea (KOR)                         | 5    | 8      | 4      | 17     |
| 08    | Schweiz (SUI)                          | 5    | 6      | 4      | 15     |
| 09    | Frankreich (FRA)                       | 5    | 4      | 6      | 15     |
| 10    | Österreich (AUT)                       | 5    | 3      | 6      | 14     |
| 11    | Japan (JPN)                            | 4    | 5      | 4      | 13     |
| 12    | Italien (ITA)                          | 3    | 2      | 5      | 10     |
| 13    | Olympische Athleten aus Russland (OAR) | 2    | 6      | 9      | 17     |
| 14    | Tschechien (CZE)                       | 2    | 2      | 3      | 7      |
| 15    | Belarus (BLR)                          | 2    | 1      | —      | 3      |
| 16    | China (CHN)                            | 1    | 6      | 2      | 9      |
| 17    | Slowakei (SVK)                         | 1    | 2      | —      | 3      |
| 18    | Finnland (FIN)                         | 1    | 1      | 4      | 6      |
| 19    | Großbritannien (GBR)                   | 1    | —      | 4      | 5      |
| 20    | Polen (POL)                            | 1    | —      | 1      | 2      |
| 21    | Ukraine (UKR)                          | 1    | —      | —      | 1      |
| 0     | Ungarn (HUN)                           | 1    | —      | —      | 1      |
| 23    | Australien (AUS)                       | —    | 2      | 1      | 3      |
| 24    | Slowenien (SLO)                        | —    | 1      | 1      | 2      |
| 25    | Belgien (BEL)                          | —    | 1      | —      | 1      |
| 26    | Neuseeland (NZL)                       | —    | —      | 2      | 2      |
| 0     | Spanien (ESP)                          | —    | —      | 2      | 2      |
| 28    | Kasachstan (KAZ)                       | —    | —      | 1      | 1      |
| 0     | Lettland (LAT)                         | —    | —      | 1      | 1      |
| 0     | Liechtenstein (LIE)                    | —    | —      | 1      | 1      |
|       | Gesamt                                 | 103  | 102    | 102    | 307    |

## Aberkennung
Das drittplatzierte russische Team im Curling-Mixed-Wettbewerb wurde disqualifiziert, nachdem Alexander Kruschelnizki positiv auf Meldonium getestet worden war. Die Bronzemedaille ging stattdessen an das norwegische Team.